# DOXXbet Vlci Žilina
A DOXXbet Vlci Žilina (magyar nyelvű médiában használt nevén: Zsolnai farkasok) egy szlovák jégkorongcsapat a szlovákiai Zsolnán. A csapat a 2024-25-ös szezonban a szlovák Tipsport liga keleti konferenciájában játszik. A csapat beceneve a Vlci, ami magyarul farkasokat jelent.

## Története
A zsolnai jégkorong története 1925. január 25-ig vezethető vissza, amikor az ŠK Žilina jégkorongszakosztályaként megalapították a város első jégkorongcsapatát. A zsolnai jégkorong úttörője Ladislav Vyskočil volt, aki segített meghonosítani a sportot a városban, és ő volt a szakosztály első elnöke. A csapat első hivatalos mérkőzésére 1928. december 16-án került sor, amikor a Slavia Banská Bytrica ellen léptek jégre, a mérkőzést 0:3-ra veszítették el. Az első győzelmét 1929 januárjában érte el, amikor 2:1-re győzte le a ŠK Vysoké Tatry csapatát Újtátrafüreden.
Az első nemzetközi mérkőzésüket 1933. január 1-én a Budapesti Budai Torna Egylet ellen játszották, ami ellen 0:8-ra kaptak ki, majd a visszavágón végül 1:0-ra győztek.
1932 és 35 között a Zsolna mindhárom alkalommal bajnok lett az újonnan alakult Közép-szlovák megyében, a következő években további két alkalommal lett bajnok.
1948-ban kapott a csapat egy mesterséges jégpályát, ami a mai Niké Aréna helyén létesítettek. 1961-re készült is a 6 200 fő befogadására alkalmas fedett jégkorongcsarnok.
Az 1964-65-ös szezonra a zsolnai jégkorong fennállásának 40. évfordulójának évében elnyerte a csapat a Szlovák bajnok címet.
1991. november 28-án került megrendezésre az első női jégkorongmeccs Szlovákiában. A Zsolna csapata mérkőzött meg a Pozsony csapatával kétszer, mindkét mérkőzést nagy különbséggel a zsolnaiak nyerték (8:0, 10:1). Az 1991-92-es szezon végén a szlovák női jégkorongbajnokságot a Zsolna csapata nyerte, majd az 1994-95-ös szezonban elnyerte második bajnoki címét.
A 2000-01-es szezonban az MsHK ŠKP Žilina megnyerte a másodosztályú 1. ligát, ezzel történelme során először Zsolna a szlovák élvonalban szerepelhetett.
A 2005-06-os szezonban a HK Tatravagónka Poprad csapatát legyőzve lett bajnok a szlovák első osztályban, így bejutva a 2007-es IIHF Európai Bajnokok Kupájába, ahol az A csoportban második helyen végzett, a HC Sparta Praha csapatát legyőzve, azonban a HPK csapata legyőzte, így a Zsolna nem jutott tovább a csoportból.
A 2018-19-es szezonban a Zsolna az utolsó 12. helyen végzett az alapszakaszban, ahol az osztályozón a Nagymihály ellen veszítve kiesett a másodosztályba 18 év élvonalban lejátszott szezon után.
2020 májusában Zsolna városa eladta a csapatot a LUPIZA, s.r.o. cégnek, azzal együtt új nevet kapott a klub, ekkor nevezték át Zsolnai Farkasokra (Vlci Žilina).
A 2021-22-es szezonban a HC GROTTO Prešov csapatát 6:1-es arányban legyőzve nyerte el a Szlovák kupát.
A 2023-24-es szezonban a HK 95 Považská Bystrica csapatát 4:3-as arányban legyőzve nyerte el a Szlovák kupát, majd a TIPOS Slovenská hokejová liga döntőjében a HC Prešov csapatát 4-0-ás arányban legyőzve lett bajnok, és jutott fel újból az első osztályú Tipos Extraligába.
A 2024-25-ös szezonban a TSS Group Spartak Dubnica 6:0-ra legyőzve nyerte el harmadik alkalommal a Szlovák kupát.

### Korábban használt nevek
- 1925 – Športový klub Žilina
- Sokol Slovena Žilina
- Iskra Slovena Žilina
- Dynamo Žilina
- 1964 – Jednota Žilina
- 1967 – ZVL Žilina
- 1993 – Drevoindustria Žilina
- Tatran Žilina
- Hokejový klub Žilina
- VTJ Žilina Hokejový
- Športový Klub polície Žilina
- ŠKP PCHZ Žilina
- MsHK KP Žilina
- 2006 – MsHK Žilina a.s
- 2008 – MsHK Garmin Žilina
- 2010 – MsHK DOXXbet Žilina
- 2020 - Vlci Žilina

## Helyezések

### Csehszlovákia
1. slovenská národná hokejová liga – 22 szezon
- 1. hely: 1964/65
- 3. hely: 1965/66, 1967/68
- 4. hely: 1969/70, 1974/75
- 5. hely: 1966/67, 1968/69, 1973/74, 1979/80
- 6. hely: 1971/72
- 7. hely: 1963/64, 1980/81
- 8. hely: 1972/73, 1982/83
- 9. hely: 1977/78
- 10. hely: 1970/71, 1976/77, 1978/79
- 11. hely: 1975/76, 1981/82
- 12. hely: 1983/84, 1985/86

2. slovenská národná hokejová liga – 8 szezon
- 1. hely: 1984/85, 1991/92
- 2. hely: 1987/88, 1988/89, 1992/93
- 3. hely: 1986/87, 1989/90, 1990/91

### Szlovákia
Szlovák Extraliga – 18 szezon
- 1. hely: 2005/06
- 3. hely: 2016/17
- 5. hely: 2003/04
- 6. hely: 2004/05
- 7. hely: 2011/12, 2017/18, 2015/16
- 8. hely: 2001/02, 2002/03, 2007/08
- 9. hely: 2008/09, 2012/13
- 10. hely: 2006/07, 2009/10, 2010/11, 2013/14, 2014/15
- 12. hely: 2018/19

Tipos Slovenská hokejová liga – 12 szezon
- 1. hely: 2000/01, 2021/22, 2023/24
- 2. hely: 1998/99, 2020/21, 2022/23
- 5. hely: 1999/00
- 6. hely: 1994/95
- 7. hely: 1995/96, 2019/20
- 9. hely: 1993/94, 1996/97, 1997/98

## Statisztikák

### TIPOS Slovenská hokejová liga
| Főszezon | Főszezon | Főszezon | Főszezon | Főszezon | Főszezon | Főszezon | Főszezon | Főszezon | Rájátszás                                            | Rájátszás                                        | Rájátszás                           |
| Szezon   | LM       | GY       | GY. H.   | V. H.    | V        | G        | P        | Helyezés | Negyeddöntő                                          | Elődöntő                                         | Döntő                               |
| -------- | -------- | -------- | -------- | -------- | -------- | -------- | -------- | -------- | ---------------------------------------------------- | ------------------------------------------------ | ----------------------------------- |
| 2022–23  | 46       | 25       | 8        | 3        | 10       | 181-113  | 94       | 1.       | Győzelem a HC Topoľčany ellen (4-1)                  | Győzelem a HK MŠK Žiar nad Hronom ellen (4-2)    | Vereség a HC 19 Humenné ellen (3-4) |
| 2023–24  | 46       | 37       | 6        | 0        | 3        | 212-74   | 123      | 1.       | Győzelem a HK MŠK Indian Žiar nad Hronom ellen (4-1) | Győzelem a TSS Group Spartak Dubnica ellen (4-2) | Győzelem a HC Prešov ellen (4-0)    |

### Tipos Extraliga
| Főszezon | Főszezon | Főszezon | Főszezon | Főszezon | Főszezon | Főszezon | Főszezon | Főszezon | Rájátszás    | Rájátszás                                           | Rájátszás                      | Rájátszás |
| Szezon   | LM       | GY       | GY. H.   | V. H.    | V        | G        | P        | Helyezés | Kvalifikáció | Negyeddöntő                                         | Elődöntő                       | Döntő     |
| -------- | -------- | -------- | -------- | -------- | -------- | -------- | -------- | -------- | ------------ | --------------------------------------------------- | ------------------------------ | --------- |
| 2024–25  | 54       | 24       | 10       | 2        | 18       | 174:146  | 94       | 4.       | -            | Győzelem a HC MONACObet Banská Bystrica ellen (4-1) | Vereség a HK Nitra ellen (3-4) | -         |

## Játékoskeret

### Vezetőedzők
- 2001/2002 – Vincent Lukáč, Jozef Bukovinský, Peter Slanina
- 2002/2003 – Vincent Lukáč, Peter Slanina szezon közben Peter Mikula és Štefan Blaho
- 2003/2004 –
- 2004/2005 –
- 2005/2006 – Ján Šterbák, Anton Tomko
- 2006/2007 –
- 2007/2008 –
- 2008/2009 –
- 2009/2010 – Ladislav Spišiak, Róbert Rehák szezon közben Anton Tomko, Róbert Rehák
- 2010/2011 –
- 2011/2012 –
- 2012/2013 –
- 2013/2014 –
- 2014/2015 – Josef Zavadil (szezon közben Peter Mikula) és Martin Groma
- 2015/2016 – Milan Jančuška
- 2020/2021 – Dušan Gregor
- 2021/2022 – Stanislav Škorvánek
- 2022/2023 – Jarrod Skalde
- 2023/2024 – Ernest Bokroš

## Kabala
A csapata kabalaállata a szürke farkas.

## Nézettség
| Szezon  | Átlagos nézőszám | Helyezés a ligában |
| ------- | ---------------- | ------------------ |
| 2015–16 | 1180             | 8.                 |
| 2016–17 | 1140             | 10.                |
| 2024–25 | 2475             | 5.                 |

## Híres játékosok
- Roman Kontšek
- Michal Hreus
- Ronald Petrovický
- Miroslav Lipovský
- Karol Križan
- Marek Hrivík
- Peter Cehlárik

## Bajnokcsapatok
- 2005/06

Kapusok: Miroslav Lipovský, Marek Laco
Védők: Jan Dlouhý, Ivan Droppa, Tomáš Ficenc, Dalibor Kusovský, Tomáš Nádašdi, Adam Ratulovský, Lukáš Sedláček, Miroslav Sekáč, Juraj Senko, Stanislav Škorvánek
Csatárok: Tomáš Červený, Martin Gálik, Stanislav Gron, Michal Hreus, Jaroslav Jabrocký, Michal Kokavec, Roman Kontšek, Róbert Krajči, Václav Král, Pavol Melicherčík, Martin Opatovský, Tomáš Oravec, Róbert Rehák, Gabriel Spilar, Martin Tomko, Rudolf Verčík
Edzők: Ján Šterbák, Anton Tomko

## Jégcsarnok

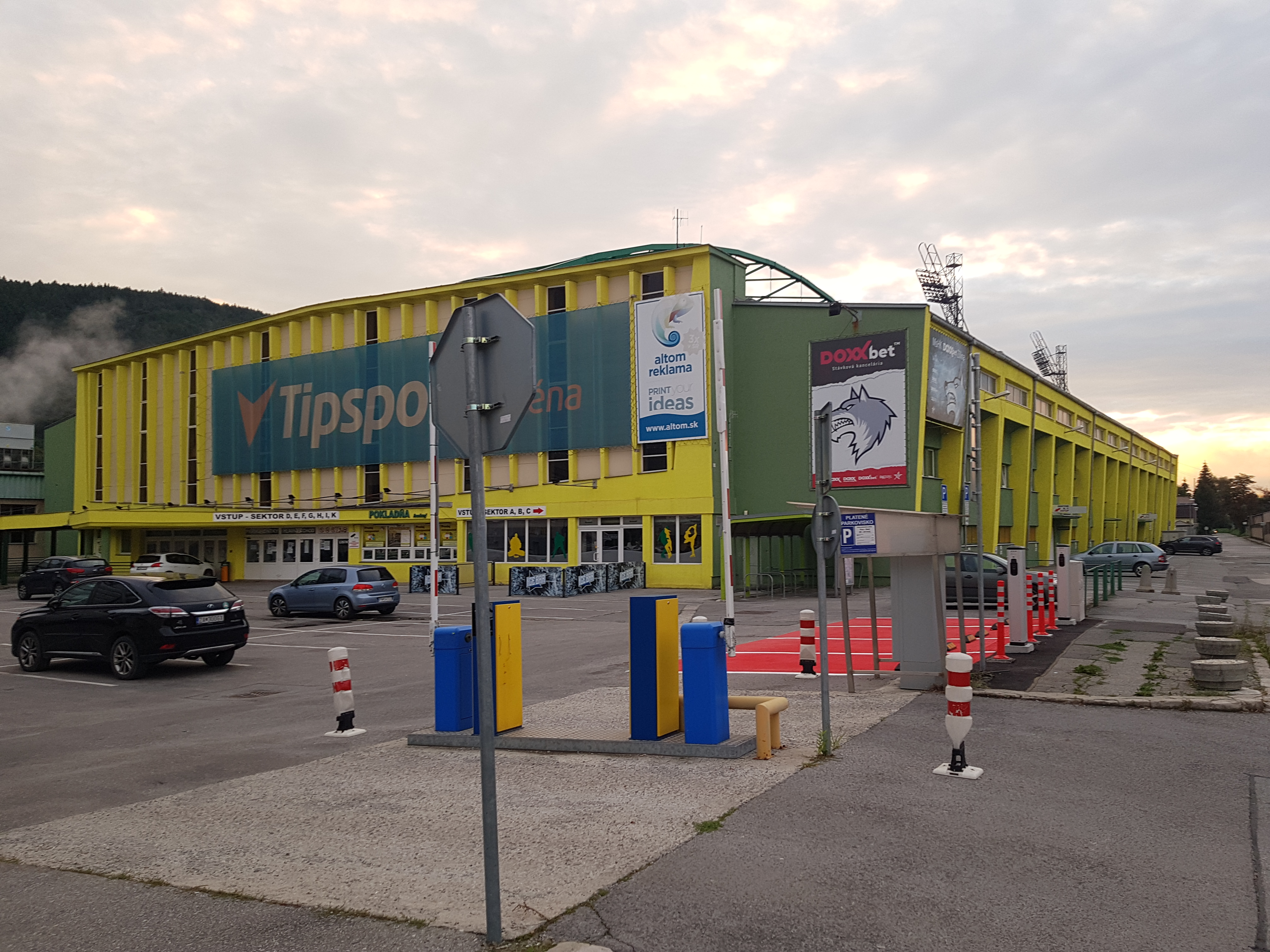
A zsolnai Niké Aréna

A csapat jelenleg használt jégcsarnoka a Niké Aréna, ami 6 200 fő befogadására alkalmas. A jégcsarnok hivatalos neve Vojtech Závodský Jégcsarnok, ami a város híres labdarúgójáról kapta a nevét. Az arénát 1958-ban kezdték el építeni, és 1960-ra készült el. A jégcsarnokban játszik a Európai Egyetemi Jégkorong Ligában szereplő HC UNIZA csapata is.